# Philip Kwame Apagya
Philip Kwame Apagya (Sekondi, Ghana, 1958) es un fotógrafo africano, conocido principalmente por sus retratos realizados sobre fondos de brillantes colores. Apagya es el hijo de un fotógrafo, en el taller de su padre se inició en el mundo de la fotografía. Estudió fotoperiodismo en la Escuela de Periodismo de Acra y posteriormente abrió un estudio en Sema, en la costa oeste de Ghana. 
Las obras de Philip Kwame Apagya se han expuesto en el Museo de Fotografía Contemporánea de Chicago, Museo de Arte de Filadelfia y las Galerías de Arte Sheldon en Nebraska. Sus fotografías se encuentran en numerosas colecciones, entre ellas la del Museo Metropolitano de Arte de Nueva York y el Studio Museum de Harlem, Nueva York.

## Exhibiciones

### Exposiciones Personales
- 2005 Rena Branston Gallery, San Francisco
- 2004 Recent Photographs, Jack Shainman Gallery, Nueva York
- 2003 Philip Kwame Apagya, Galerie Stähli, Zürich, Alemania
- 2002 Philip Kwame Apagya, Schuebbe Galerie, Düsseldorf, Alemania Retratos Apagya, Iwalewa Haus-, Bayreuth Berlín Portraits por Philip Kwame Apagya, Goethe Institut-, Acra y Ghana, el Museo Nacional, Acra Philip Kwame Apagya, Alianza Francesa de Bahía

### Exposiciones Colectivas
- 2007 Manifiesto, Galería de Arte Contemporáneo de la Universidad de Colorado, Colorado Springs
- 2006 The Whole World is Rotten, The Arts Center, Cincinnati, OH Joint Venture, la Galería de Pence, Davis, CA
- 2005 Earth and Memory: African and African-American Photograph, Elizabeth Stone Harper Gallery, Presbyterian College, Clinton, Carolina del Sur
- 2004 Horizons, Voices from Global Africa, Museum of World Culture, Sweden Manufactured Self, The Museum of Contemporary Photography, Chicago, IL Image and Identity: Portraits by Philip Kwame Apagya, Samuel Fosso, Seydou Keita y Malick Sidibe, The Sheldon Art Galleries, Saint Louis, MO African Art, African Voices, Philadelphia Museum of Art, Philadelphia, PA When?, Clifford Chance, New York, NY Staged Realities: The Studio in African Photography 1870-2004, Michael Stevenson Contemporary, Ciudad del Cabo, Sudáfrica
- 2001 Flash Afrique, Wien, Kunsthalle Wien The Leopold Godowsky Jr. Color photography award winners 2000, Boston University
- 2003 Philip Kwame Apagya, Freiburger Film Forum In faccia al mondo - il ritratto contemporaneo nel medium fotografico, Museo d’arte contemporaneo di Villa Croce, Genova The Office, The Photographers Gallery de Londres, Reino Unido The Public View, Pentagram, Londres, Reino reino
- 2002 Flash Afrique, Düsseldorf, Kunstforum Nordrhein-Westfalen, Alemania IbridAAfricA, híbrido de África, Cagliari Lazzaretto Sant'Elia NoBorder, Museo della città di Ravenna
- 2001 Flash Afrique, Viena, Kunsthalle Wien El Leopold Godowsky Jr. color ganadores de los premios de fotografía de 2000, la Universidad de Boston The Vibrant Art of Ghana, Den Haag Philip Kwame Apagya. Photographer of imagined worlds. Gemeene Museum The Hague Abbild/Depiction, Steirischer Herbst, Graz
- 2000 Porträt Afrika, Berlín, Haus der Kulturen der Welt, Berlín Expressions africaines, Rennes, Frankreich, Maison International African Photographers, Antwerpen, 51 Art Gallery - Roger Smulewizc Snap me one! Studio Photographers in Africa, Ámsterdam, Tropenmuseum Africainside, Groningen, Fries Museum, Noorderlicht-Festival
- 1999 Africa by Africa. A photographic View, Barbican Art Gallery, Londres, Snap me one! Studiofotografen in Afrika, Mönchengladbach, Städtisches Museum Abteiberg and Iwalewa-Haus, Bayreuth Magazin Photo Nacht, Züricher Tagesanzeiger Xtra-Limmat-Haus, Zürich Retour de Bamako, Galleries FNAC, Paris and Galleries FNAC, Barcelona, Spain Fiera di Venezia, Venedig, Alliance Francaise Fiesta du Sud, Single Exhibit, Marseille, France Festival des trois continents, Nantes, Frankreich
- 1998 Snap me one!! Studiofotografen Afrika, München, Münchner Stadtmuseum 3émes Rencontres de la Photographie Africaine de Bamako, Malí
- 1997 Das Gesicht Afrikas, Hamburgo, Pressehaus Geo Gruner + Jahr Jack Shainman Gallery (enlace roto disponible en Internet Archive; véase el historial, la primera versión y la última).

## Premios
- 2000 Leopold Godowsky Jr. Color Photography Award 1999-2000. The Photographic Resource Centre at Boston University, Boston, MA, USA. Jack Shainman Gallery Archivado el 3 de octubre de 2011 en Wayback Machine.

## Colecciones Públicas
Gianni Pavesi Collection, Turin, Italia
Pigozzi Collection, Genf
Oetker Collection, Berlín, Alemania
The Metropolitan Museum of Art, Nueva York, NY
The Progressive Corporation, Mayfield Village, OH
The Studio Museum in Harlem, Nueva York, NY
Harvard University Art Museums, Cambridge, MA
Harvard Business School, Nueva York, NY (2)